# Dreams so real (Gary Burton)
Dreams so real is een studioalbum van Gary Burton met zijn kwintet. Het album bevat muziek gecomponeerd door Carla Bley. Het verband tussen Burton en Bley werd gevormd door bassist Steve Swallow, al jarenlang bassist bij zowel Burton als Bley, maar ook levenspartner van Bley. Het album is opgenomen in Ludwigsburg, de Studio Bauer, december 1975.

## Musici
- Gary Burton – vibrafoon
- Mick Goodrick – gitaar
- Pat Metheny – gitaar
- Steve Swallow – basgitaar
- Bob Moses – slagwerk.

## Muziek
| Nr. | Titel              | Duur  |
| --- | ------------------ | ----- |
| 1.  | Dreams so real     | 6:19  |
| 2.  | Ictus / Syndrome   | 10:23 |
| 3.  | Jesus Maria        | 3:44  |
| 4.  | Vox humana         | 7:00  |
| 5.  | Doctor             | 4:13  |
| 6.  | Intermission music | 6:29  |